# ミミジロゴイ
ミミジロゴイ（耳白五位、学名:Gorsachius magnificus）は、ペリカン目サギ科に分類される鳥類の一種である。別名ハイナンミゾゴイとも呼ばれる。

## 分布
中国南部からベトナム北東部にかけて分布する。

## 形態
体長約54cm。雄は、頭上から後ろ頸にかけてが黒色で、眼から後頭部にかけて白い帯が走る。眼の下には細い白斑がある。後頭部には黒い冠羽がある。体の上面は淡い灰褐色で、喉から腹部にかけての体の下面は白色である。嘴は黒色で、脚は薄い緑色ある。雌は頭部が灰褐色で、冠羽が短い。

## 生態
山地の河川沿いの沼地や茂みに生息する。主に夜間活動する。生態については不明な点が多い。
魚類や甲殻類、昆虫類を捕食する。
水辺の樹上に営巣する。1腹3-5個の卵を産む。

## 人間との関係
生息地の環境破壊が原因で、生息数は減少している。